# Campages basilanica
Campages basilanica är en armfotingsart som först beskrevs av Dall 1920.  Campages basilanica ingår i släktet Campages och familjen Dallinidae. Inga underarter finns listade i Catalogue of Life.